# Jean-Pierre Allali
 (août 2025).
Motif : Notoriété ? Où sont les sources démontrant sa notoriété encyclopédique ?
- Archive Wikiwix
- Bing
- Cairn
- DuckDuckGo
- E. Universalis
- Gallica
- Google
- G. Books
- G. News
- G. Scholar
- Persée
- Qwant
- (zh) Baidu
- (ru) Yandex
- (wd) trouver des œuvres sur Wikidata

| 1. | Préciser le motif de la pose du bandeau. | Précisez le motif de la pose du bandeau en utilisant la syntaxe suivante : {{admissibilité à vérifier\|date=août 2025\|motif=remplacez ce texte par le motif}}                          |
| 2. | Informer les utilisateurs concernés.     | Pensez à avertir le créateur de l'article, par exemple, en insérant le code ci-dessous sur sa page de discussion : {{subst:avertissement admissibilité à vérifier\|Jean-Pierre Allali}} |

 (août 2025).
Pour les articles homonymes, voir Allali.
Jean-Pierre Allali, né le 9 décembre 1939 à Tunis et mort le 2 août 2025, est un universitaire, journaliste et écrivain français. Figure du judaïsme français, il est principalement connu pour ses travaux sur l'histoire des Juifs, notamment des communautés d’Afrique du Nord, et pour son engagement dans la lutte contre l'antisémitisme.

## Biographie

### Jeunesse et formation
Originaire de Tunis, Jean-Pierre Allali grandit au sein de la communauté juive tunisienne avant de s'installer en France. Il est diplômé en lettres modernes, en mathématiques et en sémiologie.

### Carrière et engagements
Jean-Pierre Allali est d'abord professeur de mathématiques à l'université Paris I, puis devient journaliste. Rédacteur en chef de La Terre Retrouvée puis de Tribune Juive, auteur ou co-auteur d'une trentaine d'ouvrages consacrés principalement à l'histoire juive, à des figures marquantes du judaïsme et à la lutte contre le racisme et l'antisémitisme, il est notamment reconnu comme un spécialiste de l'histoire des Juifs de Tunisie. Acteur important de la communauté juive, il occupe des fonctions au sein de plusieurs organisations, dont un poste de membre du bureau exécutif et de l'assemblée générale du Crif.

## Mort
Jean-Pierre Allali meurt le 2 août 2025 à l’âge de 85 ans. Ses obsèques ont lieu le 5 août 2025 au cimetière parisien de Pantin. De nombreuses institutions, telles que le Crif, la LICRA et Tribune Juive, saluent sa mémoire, le décrivant comme un homme dévoué à la transmission de la mémoire juive et à la lutte contre l’antisémitisme.

## Publications
- En collaboration avec Shimon Peres : Un temps pour la guerre, un temps pour la paix (Éditions Robert Laffont, 2003)
- Crif - Étude du Crif no 60 : Les Juifs de Tunisie. Deux mille ans d’une belle histoire, par Jean-Pierre-Allali
- Jean-Pierre Allali, Juifs de Tunisie, Soline, 2003, 160 p. (ISBN 9782876774728, 2876774720[à vérifier : ISBN invalide])
- Jean-Pierre Allali, Les douze pierres de Quba, Glyphe, 2015 (ISBN 9782358151702)